# David Alexandre Winter
David Alexandre Winter (* 4. April 1943 in Amsterdam als Leon Kleerekoper) ist ein niederländischer Schlagersänger.

## Leben und Wirken
Als jüdischer kleiner Junge wurde er in ein nationalsozialistisches Konzentrationslager deportiert und überlebte dank des Schutzes von Mitdeportierten, darunter das Ehepaar Kleerekooper, die ihn nach dem Zweiten Weltkrieg adoptierten. Seine Adoptiveltern waren Diamantenhändler in Amsterdam und er lernte, Diamanten zu schleifen. Dann wurde er Bergmann. Er ging für ein Jahr in die Vereinigten Staaten, wo er als Verkäufer von Damenschuhen arbeitete, lebte dann in Israel und schließlich in der Türkei, bevor er in die Niederlande zurückkehrte, wo er als Kurier arbeitete.
In den 1960er Jahren war er DJ bei Radio Veronica und sang zu dieser Zeit schon erste Singles ein. Er zog 1969 nach Paris, wo er erfolgreich beim Festival de la Chanson d’Antibes teilnahm. Er erhielt einen Plattenvertrag beim Label Riviera Records und seine erste Single, Oh Lady Mary, wurde direkt ein Nummer-eins-Hit in den französischen Charts. Auch das dazugehörige Album gleichen Titels landete auf Platz eins.
Er wurde ausgewählt, Luxemburg beim Eurovision Song Contest 1970 in Amsterdam zu vertreten. Mit dem Schlager Je suis tombé du ciel (frz. für „Ich bin vom Himmel gefallen“) landete er allerdings mit null Punkten auf dem letzten Platz. Er blieb der Musik treu und veröffentlichte noch zahlreiche Singles und eine LP in französischer Sprache.
Nach einer Scheidung siedelte er 1979 in die Vereinigten Staaten über, wo er als Autoverkäufer aktiv wurde.
Im Jahr 2004 veröffentlichte er die sehr persönliche Single L’étoile du Berger (frz. für „Abendstern“). Dieses Lied erzählt von den Erlebnissen seiner Kindheit und davon, wie er und seine Eltern nach dem Krieg wieder zueinander fanden.